# Ctenomys brasiliensis
Ctenomys brasiliensis és una espècie de mamífer rosegador histricomorf de la família dels ctenòmids pròpia de Sud-amèrica. Es troba solament al Brasil, sent per tant una espècie endèmica d'aquest país.